# 奥格年·阿什克拉比奇
奥格年·阿什克拉比奇（1979年7月28日—），生于波黑萨拉热窝，塞尔维亚男子篮球运动员。他曾代表塞尔维亚和黑山国家队参加2006年国际篮联世界锦标赛。